# Irinej Susemihl
Irinej Susemihl (* 10. Juli 1919 als Igor Vladimirovitsch Susemihl, kyrillisch Игорь Владимирович Зуземиль in Tschernigow; † 26. Juli 1999 in München, Bayern) war ein russisch-orthodoxer Bischof und Metropolit von Wien und Österreich.

## Lebenslauf
Igor Vladimirovitsch Susemihl kam 1925 mit seiner Familie im Alter von sechs Jahren auf der Flucht vor dem kommunistischen Regime nach Berlin, wo er die Schule besuchte und zunächst Medizin studierte. Ein Ziehsohn seiner Eltern war der spätere Topspion George Trofimoff, mit dem ihn eine lebenslange Freundschaft verband. Er wurde zunächst Diakon und Priester der Russisch-Orthodoxen Auslandskirche und als solcher von 1942 bis 1949 Sekretär von Metropolit Serafim Lade und Pfarrer der Nikolaus-Kirche in Konstanz. 1949 wurde er nach Melbourne gesandt.
1957 kehrte er nach Europa zurück und wurde in die Russisch-Orthodoxe Kirche des Moskauer Patriarchats aufgenommen. Er war Seelsorger an verschiedenen Gemeinden und wurde im Jänner 1966 innerhalb einer Woche zum Mönch mit dem Namen Irenäus (Irinej), zum Archimandrit und von Patriarch Aleksij I. zum Bischof für Westdeutschland geweiht. Unter den Mitkonsekratoren befand sich unter anderem auch der Erzbischof von Tallin und Estland Aleksij Rüdiger, der spätere Patriarch Aleksej II.
Am 13. März 1975 zum Erzbischof von Wien und Österreich und zeitweiligen Administrator der Diözese von Baden-Baden und Bayern ernannt, erhob ihn Patriarch Pimen I. 1986 zum Metropoliten.
In seinem Buch The Imperfect Spy: The True Story of a Convicted Spy rekonstruiert der Autor Andy J. Byers die Geschichte des Top-Spions George Trofimoff, der eigenen Angaben zufolge von seinem Ziehbruder Igor, mittlerweile Bischof Irinej in den 70er Jahren für den KGB angeworben worden ist. Eine Version, die Irinej zeitlebens zurückgewiesen hat.
Metropolit Irinej verstarb am 26. Juli 1999 in München, wo er auch der Gemeinde an der Kreuzerhöhungskirche vorstand.